# Ormándlak
Ormándlak là một thị trấn thuộc hạt Zala, Hungary. Thị trấn này có diện tích 5,75 km², dân số năm 2010 là 121 người, mật độ 21 người/km².